# Fussy
Fussy – miejscowość i gmina we Francji, w Regionie Centralnym, w departamencie Cher.
Według danych na rok 1990 gminę zamieszkiwało 2011 osób, a gęstość zaludnienia wynosiła 181 osób/km² (wśród 1842 gmin Regionu Centralnego Fussy plasuje się na 193. miejscu pod względem liczby ludności, natomiast pod względem powierzchni na miejscu 1092.).